# Parigi-Roubaix 1952
La Parigi-Roubaix 1952, cinquantesima edizione della corsa, fu disputata il 13 aprile 1952, per un percorso totale di 245 km. Fu vinta dal belga Rik Van Steenbergen, giunto al traguardo con il tempo di 5h50'31" alla media di 41,940 km/h davanti a Fausto Coppi e André Mahé.
I ciclisti che tagliarono il traguardo a Roubaix furono 95.

## Ordine d'arrivo (Top 10)
| Pos. | Corridore           | Squadra             | Tempo    |
| ---- | ------------------- | ------------------- | -------- |
| 1    | Rik Van Steenbergen | Mercier-Hutchinson  | 5h50'31" |
| 2    | Fausto Coppi        | Bianchi-Pirelli     | s.t.     |
| 3    | André Mahé          | Terrot-Hutchinson   | a 11"    |
| 4    | Ferdinand Kübler    | Tebag               | a 57"    |
| 5    | Jacques Dupont      | Dilecta             | s.t.     |
| 6    | Désiré Keteleer     | Garin-Wolber        | a 1'04"  |
| 7    | Louison Bobet       | Stella-Huret-Dunlop | a 1'23"  |
| 8    | Robert Varnajo      | Gitane              | s.t.     |
| 9    | Loretto Petrucci    | Bianchi-Pirelli     | s.t.     |
| 10   | Antonin Rolland     | Terrot-Hutchinson   | s.t.     |